# Campionati europei di atletica leggera indoor 2017 - 400 metri piani femminili

## Podio
| Pos.    | Atleta         | Nazionalità |
| ------- | -------------- | ----------- |
| Oro     | Floria Gueï    | Francia     |
| Argento | Zuzana Hejnová | Rep. Ceca   |
| Bronzo  | Justyna Święty | Polonia     |

## Record
| Record                | Record                | Record | Record         | Record       |
| --------------------- | --------------------- | ------ | -------------- | ------------ |
| Record del Mondo      | Jarmila Kratochvílová | 49.59  | Milano, Italia | 7 marzo 1982 |
| Record europeo        | Jarmila Kratochvílová | 49.59  | Milano, Italia | 7 marzo 1982 |
| Record dei campionati | Jarmila Kratochvílová | 49.59  | Milano, Italia | 7 marzo 1982 |

## Programma
| Data         | Ora   | Turno      |
| ------------ | ----- | ---------- |
| 3 marzo 2017 | 9:45  | Batterie   |
| 3 marzo 2017 | 17:45 | Semifinali |
| 4 marzo 2017 | 19:58 | Finale     |

## Risultati

### Batterie
I primi due di ogni batteria e i migliori sei tempi non qualificati direttamente si qualificano per le semifinali.
| Posizione | Batteria | Atleta              | Nazione     | Tempo | Note                                     |
| --------- | -------- | ------------------- | ----------- | ----- | ---------------------------------------- |
| 1         | 1        | Léa Sprunger        | Svizzera    | 52.55 | Q                                        |
| 2         | 5        | Floria Gueï         | Francia     | 53.24 | Q                                        |
| 3         | 2        | Zuzana Hejnová      | Rep. Ceca   | 53.26 | Q                                        |
| 4         | 3        | Eilidh Doyle        | Regno Unito | 53.28 | Q                                        |
| 5         | 5        | Sara Petersen       | Danimarca   | 53.39 | Q                                        |
| 6         | 1        | Iveta Putalová      | Slovacchia  | 53.52 | Q                                        |
| 6         | 1        | Iga Baumgart        | Polonia     | 53.52 | Q                                        |
| 8         | 3        | Małgorzata Hołub    | Polonia     | 53.56 | Q                                        |
| 9         | 2        | Lisanne de Witte    | Paesi Bassi | 53.61 | Q                                        |
| 10        | 2        | Lara Hoffmann       | Germania    | 53.65 | q                                        |
| 11        | 4        | Laviai Nielsen      | Regno Unito | 53.74 | Q                                        |
| 12        | 6        | Justyna Święty      | Polonia     | 53.76 | Q                                        |
| 13        | 6        | Olha Bibik          | Ucraina     | 53.80 | Q                                        |
| 14        | 6        | Madiea Ghafoor      | Paesi Bassi | 53.85 | q                                        |
| 15        | 3        | Agnès Raharolahy    | Francia     | 53.88 | q                                        |
| 16        | 3        | Aauri Lorena Bokesa | Spagna      | 53.92 | q                                        |
| 17        | 4        | Déborah Sananes     | Francia     | 53.98 | Q                                        |
| 18        | 4        | Tamara Salaški      | Serbia      | 54.03 | q                                        |
| 19        | 3        | Bianca Răzor        | Romania     | 54.11 |                                          |
| 20        | 1        | Sinéad Denny        | Irlanda     | 54.20 |                                          |
| 21        | 6        | Sarah Atcho         | Svizzera    | 54.21 |                                          |
| 21        | 4        | Laura Bueno         | Spagna      | 54.21 |                                          |
| 23        | 6        | Eleni Artymata      | Cipro       | 54.31 |                                          |
| 24        | 2        | Anita Horvat        | Slovenia    | 54.65 |                                          |
| 25        | 5        | Yasmin Giger        | Svizzera    | 54.76 |                                          |
| 26        | 5        | Phil Healy          | Irlanda     | 54.80 |                                          |
| 27        | 4        | Eva Misiūnaitė      | Lituania    | 54.95 |                                          |
| 28        | 2        | Tetyana Melnyk      | Ucraina     | 55.18 |                                          |
| 29        | 1        | Amaliya Sharoyan    | Armenia     | 56.07 | Miglior prestazione personale stagionale |
|           | 5        | Denisa Rosolová     | Rep. Ceca   | DNF   |                                          |
|           | 1        | Lina Nielsen        | Regno Unito | DNS   |                                          |

### Semifinali
I primi due di ogni batteria si qualificano per la finale.
| Posizione | Batteria | Atleta              | Nazione     | Tempo | Note                                     |
| --------- | -------- | ------------------- | ----------- | ----- | ---------------------------------------- |
| 1         | 2        | Léa Sprunger        | Svizzera    | 52.17 | Q                                        |
| 2         | 3        | Floria Gueï         | Francia     | 52.20 | Q                                        |
| 3         | 3        | Laviai Nielsen      | Regno Unito | 52.31 | Q                                        |
| 4         | 2        | Justyna Święty      | Polonia     | 52.60 | Q                                        |
| 5         | 1        | Zuzana Hejnová      | Rep. Ceca   | 52.74 | Q                                        |
| 6         | 1        | Małgorzata Hołub    | Polonia     | 52.76 | Q                                        |
| 7         | 1        | Eilidh Doyle        | Regno Unito | 52.81 |                                          |
| 8         | 2        | Sara Petersen       | Danimarca   | 52.86 | Miglior prestazione personale stagionale |
| 9         | 1        | Iveta Putalová      | Slovacchia  | 53.14 |                                          |
| 10        | 3        | Lara Hoffmann       | Svizzera    | 53.43 |                                          |
| 11        | 2        | Tamara Salaški      | Serbia      | 53.50 |                                          |
| 12        | 1        | Déborah Sananes     | Francia     | 53.57 |                                          |
| 13        | 2        | Olha Bibik          | Ucraina     | 53.66 |                                          |
| 14        | 3        | Iga Baumgart        | Polonia     | 53.76 |                                          |
| 15        | 3        | Aauri Lorena Bokesa | Spagna      | 53.80 |                                          |
| 16        | 3        | Lisanne de Witte    | Paesi Bassi | 54.81 |                                          |
| 17        | 2        | Déborah Sananes     | Francia     | 55.30 |                                          |
|           | 1        | Madiea Ghafoor      | Paesi Bassi | DNS   |                                          |

### Finale
La finale è iniziata alle 20:33 di sabato 4 marzo
.
| Posizione | Corsia | Atleta           | Nazione     | Tempo | Note                          |
| --------- | ------ | ---------------- | ----------- | ----- | ----------------------------- |
| 1         | 5      | Floria Gueï      | Francia     | 51.90 | Miglior prestazione personale |
| 2         | 4      | Zuzana Hejnová   | Rep. Ceca   | 52.42 |                               |
| 3         | 2      | Justyna Święty   | Polonia     | 52.52 |                               |
| 4         | 3      | Laviai Nielsen   | Regno Unito | 52.79 |                               |
| 5         | 6      | Léa Sprunger     | Svizzera    | 53.08 |                               |
| 6         | 1      | Małgorzata Hołub | Polonia     | 54.29 |                               |